# Dertien Factorijen

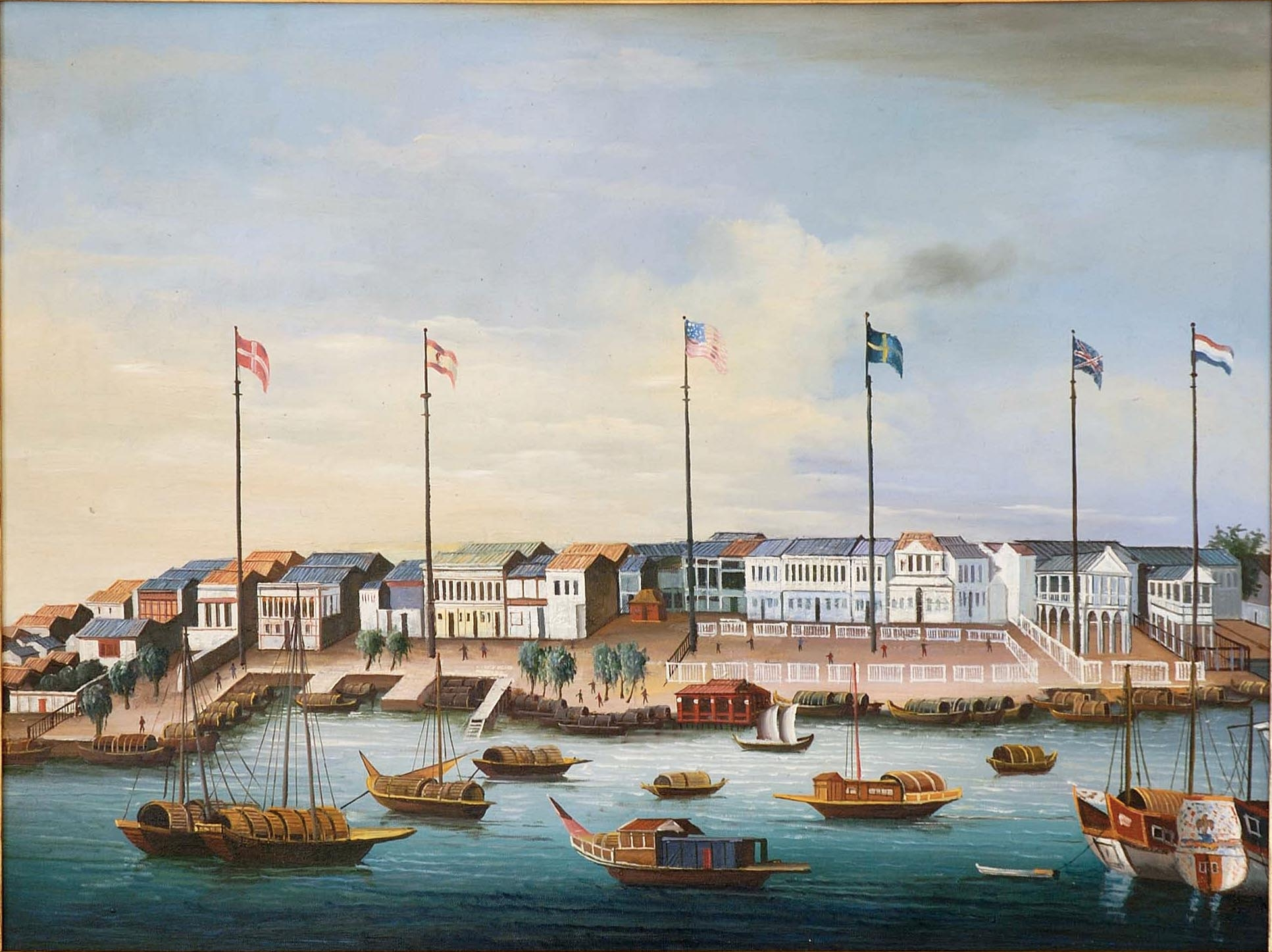
De Dertien Factorijen in Kanton, rond 1820, met de factorijen van Denemarken, Spanje, de Verenigde Staten, Zweden, Groot-Brittannië en Nederland.

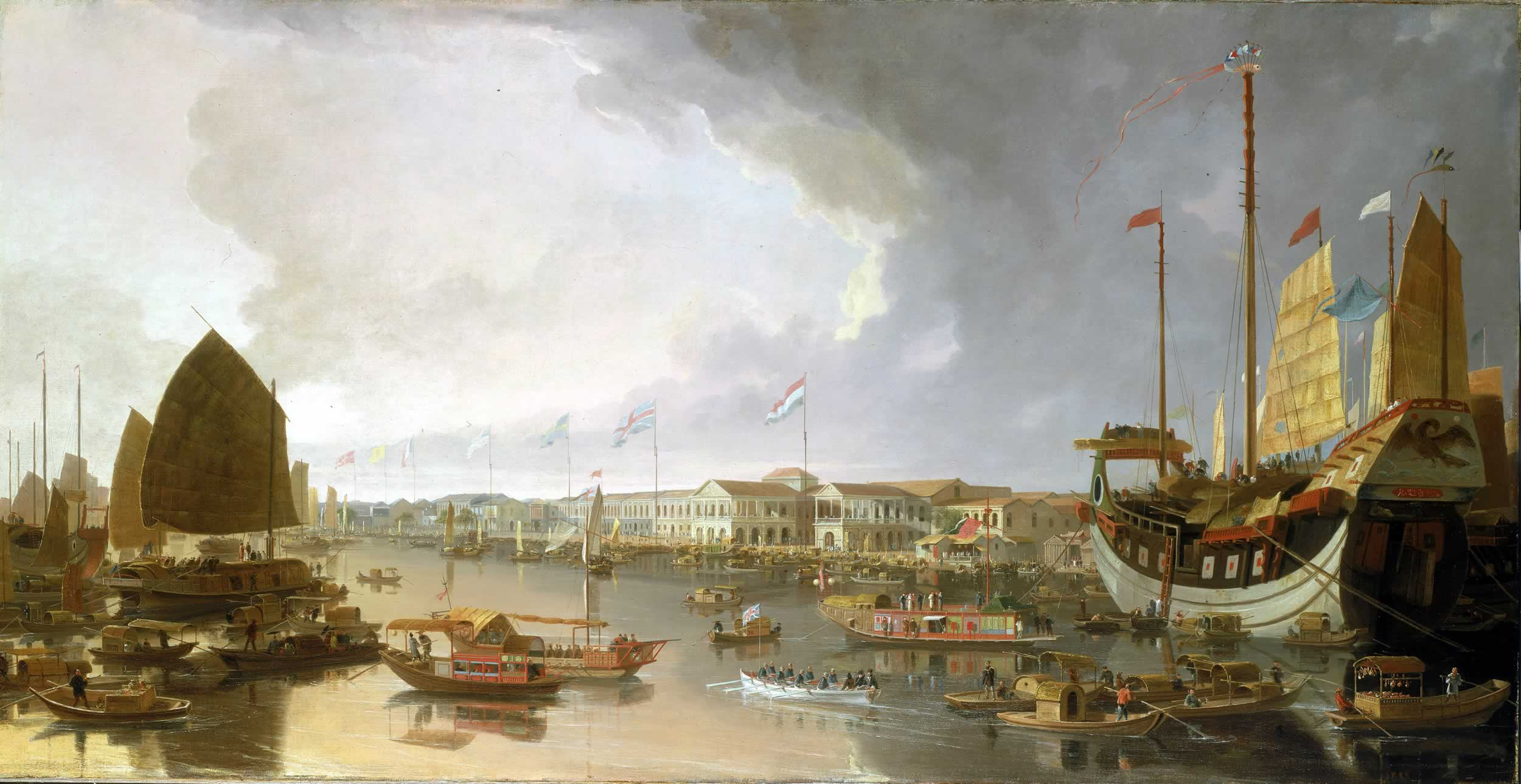
De Dertien Factorijen, 1806, William Daniell

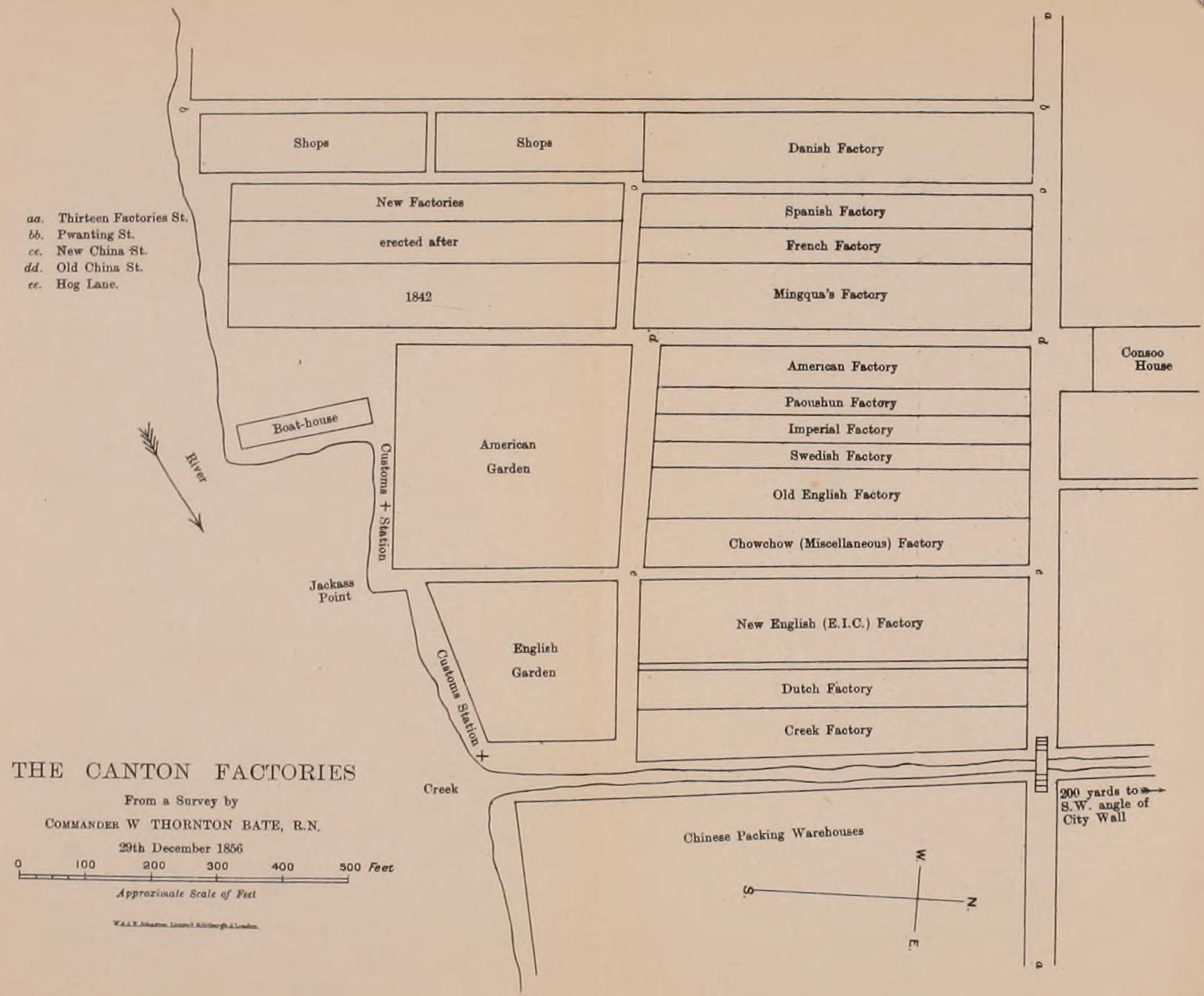
Plattegrond van de Dertien Factorijen, 1856

De Dertien Factorijen waren factorijen in de Chinese stad Kanton (thans Guangzhou genoemd) waar buitenlanders vanaf de 18e eeuw werd toegestaan om handel te drijven met China. In termen van organisatie had het grote gelijkenis met de handel door Mongoolse tribuutmissies aan de noordelijke en noordwestelijke grens van het rijk.

## Geschiedenis
Nederlanders waren al sinds hun vroege reizen naar het Oosten betrokken bij handel met China. In 1624 kregen ze toestemming om een handelsfort op Formosa te vestigen, maar werden al snel lastiggevallen door Chinese zeerovers, waardoor de handel na 1635 sterk afnam. Na 1650 werden gezanten naar het hof van de keizer in Peking gestuurd om toestemming te vragen voor uitbreiding van de handel met China, maar met weinig succes. De Nederlanders kregen slechts toestemming om een enkel schip per jaar in Hok-siu te laten handelen. 
In 1667 kreeg Pieter van Hoorn te horen dat de Nederlanders alleen vanuit Kanton handel mochten drijven; niet elk jaar, maar om het andere jaar. Bovendien moesten ze om de acht jaar een ambassade sturen naar Peking. De ambassade was geen succes. De keizer of zijn regenten hadden alle geschenken geweigerd en drie van de vijf schepen werden zonder te kunnen lossen teruggestuurd. Eerst Vincent Paets, een intellectueel met wiskundige belangstelling, was in 1686 de volgende ambassadeur. Hij kreeg te horen dat er om de vijf jaar een ambassade zou moeten worden gestuurd en dat geen enkele buitenlander het hele jaar door in China mocht verblijven, uitgezonderd in Macau.
In 1684 stond keizer Kangxi uit de Qing-dynastie buitenlanders toe om handel te drijven met China in vier havensteden, inclusief Kanton. In 1686 werd westerlingen ook toegestaan om zich te vestigen in in de delta van de Parelrivier.
De Britse Oost-Indische Compagnie opende in 1699 een factorij in de stad Kanton. In 1718 werd het de Nederlanders verboden langer handel op China te drijven, omdat ze hadden geprobeerd de theeprijzen te drukken. Andere compagnieën volgden al snel: de Oostendse Compagnie in 1724, de Vereenigde Oostindische Compagnie opnieuw in 1728. De Zweedse Oostindische Compagnie arriveerde in 1732; de Deense Oostindische Compagnie in 1734, de Königlich-Preußische Asiatische Compagnie in 1751. Toen de Britten ook in Ningbo handel wilden drijven, dichter bij de productiecentra van thee en porselein, vaardigde de Chinese keizer Qianlong in 1757 een decreet uit waarin werd bepaald dat Kanton de enige havenstad zou worden waar buitenlandse handelaren werden toegelaten, wat het begin betekende van het Kantonsysteem, dat veel eisen stelde aan buitenlandse handelaren.
De Dertien Factorijen verloren aan belang na de Eerste Opiumoorlog (1839-1842), waarin China werd verslagen door Groot-Brittannië. De Britten dwongen China bij het Verdrag van Nanking (1842) om vijf havens open te stellen voor handel. De Dertien Factorijen waren vanaf dat moment niet meer de enige plaats in China waar buitenlanders handel konden drijven. In 1856, tijdens de Tweede Opiumoorlog, werden de factorijen verwoest door branden en de westerse handelaren vertrokken naar pakhuizen op de tegenoverliggende oever van de Parelrivier, totdat de Britten in 1859 het eiland Shamian opeisten en aldaar een buitenlandse enclave stichtten.

## Factorijen
De westerse handelaren werden niet toegestaan om de ommuurde stad Kanton te betreden en zodoende moesten ze factorijen vlak buiten de stad bouwen. Elke factorij bestond uit drie of vier gebouwen, met twee à drie verdiepingen. De eerste verdieping of de begane grond fungeerde doorgaans als opslagplaats. De woonvertrekken waren gesitueerd op de eerste en tweede verdieping. De factorijen stonden ongeveer honderd meter van de Parelrivier en het omheinde gebied tussen de factorijen en de rivier, waar grote vlaggenmasten stonden, was gereserveerd voor buitenlanders. In de straten achter de factorijen bevonden zich vele winkeltjes waar Chinese producten werden verkocht. De Chinezen noemden de Dertien Factorijen doorgaans de Huizen der Barbaren.